# Roxy Gordon
Roxy Gordon (1945-2000) és un artista estatunidenc, barreja d'assiniboine i de choctaw. Ha viscut a Talpa (Texas), i després marxà a Anglaterra. En la dècada del 1970 va publicar la revista de música country Picking up the Tempo, a Albuquerque, Nou Mèxico. El seu primer CD es titulava Smaller Circles. Juntament amb la seva esposa va dirigir l'editorial Wowapi.

## Obres
- Gordon, Roxy. Breeds. Austin, Tex. : Place of Herons, 1984. ISBN 0916908283